# Camarón de la Isla
Pour les articles homonymes, voir Camaron.
Camarón de la Isla, de son vrai nom José Monje Cruz est un chanteur espagnol (gitan) né le 5 décembre 1950 à San Fernando (province de Cadix, Andalousie) et mort le 2 juillet 1992  à Badalone (province de Barcelone, Catalogne).

## Biographie
Il est né le 5 décembre 1950 à San Fernando (province de Cadix, Andalousie) où son père est forgeron. 
Surnommé Camarón par un de ses oncles (« crevette » en espagnol) qui, avec son physique frêle, sa peau blanche et ses cheveux roux, lui trouvait l'apparence d'une crevette, José Monje Cruz est un des chanteurs de flamenco les plus connus. Dès l'âge de huit ans, il commence à chanter dans des tavernes et les arrêts de bus avec  Rancapino (es). À 14 ans, il fait une apparition dans le film El Amor Brujo avec Antonio Gades. Deux ans plus tard, il gagne des premiers prix au festival de Cante jondo à Mairena del Alcor. El Camarón se rend ensuite à Madrid avec Miguel de los Reyes et en 1968 devient artiste résident à la « Torres Bermejas Tablao » où il restera douze ans.
C'est là qu'il rencontre Paco de Lucía avec qui il enregistre neuf albums entre 1969 et 1977. Ils feront de nombreuses tournées ensemble pendant cette période. Lorsque Paco de Lucía devient davantage retenu par sa carrière en solo, c'est un de ses étudiants, Tomatito qui accompagnera El Camarón.
À 23 ans, Camarón se marie avec Dolores Montoya, une gitane de La Línea de la Concepción qu'il surnomme La Chispa (« l'étincelle »). La Chispa avait alors seulement 16 ans. Le couple aura deux enfants peu de temps après et deux autres par la suite.
Mélangeant flamenco archaïque et innovations de son cru, El Camarón de la Isla a profondément marqué le monde du flamenco avec ses disques comme Potro de Rabia y miel ou La leyenda del tiempo (produit par Ricardo Pachón). Il est considéré comme le chanteur de flamenco le plus populaire de la période récente et celui qui a exercé le plus d'influence. Bien que son œuvre soit critiquée par quelques traditionalistes (il est un des premiers à avoir utilisé une basse électrique), il représente, avec Paco de Lucía, une étape de l'histoire du flamenco qui a favorisé l'émergence du nouveau flamenco et a inspiré toute une génération de chanteurs comme Diego el Cigala et Duquende.
En 1992, José Monje Cruz meurt d'un cancer du poumon. On estime à plus de 100 000 le nombre de personnes qui ont assisté à son enterrement. En 1993, il reçoit la Médaille d'or du mérite des beaux-arts du Ministère de l'Éducation, de la Culture et des Sports espagnol et en novembre 2006, la Poste espagnole lui a consacré un timbre commémoratif.

## Discographie

### Albums en studio
- 1969 Al verte las flores lloran ;
- 1970 Cada vez que nos miramos ;
- 1971 Son tus ojos dos estrellas ;
- 1972 Canastera ;
- 1973 Caminito de Totana ;
- 1974 Soy caminante ;

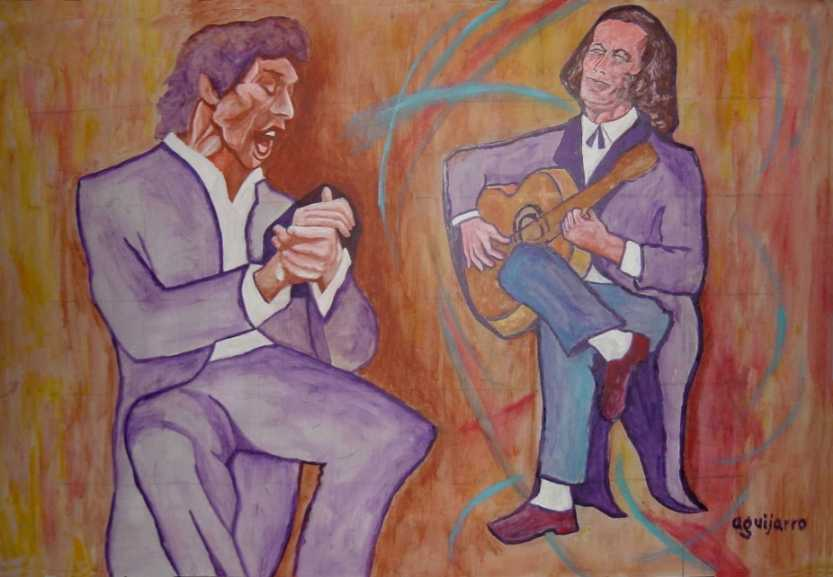
Camarón et Paco de Lucía.

- 1974 La Virgen María/A Belén pastores (single) ;
- 1975 Arte y majestad ;
- 1976 Rosa María ;
- 1977 Castillo de arena ;
- 1979 La leyenda del tiempo ;
- 1981 Como el agua ;
- 1983 Calle Real ;
- 1984 Viviré ;
- 1986 Te lo dice Camarón ;
- 1989 Soy gitano ;
- 1992 Potro de rabia y miel.

### Albums live
- 1987 Flamenco vivo
- 1994 Camarón nuestro
- 1999 París 1987
- 2005 Venta de Vargas
- 2010 San Juan Evangelista '92

### Compilations
- 1990 Autorretrato ;
- 1992 Una leyenda flamenca ;
- 1994 Nochebuena gitana ;

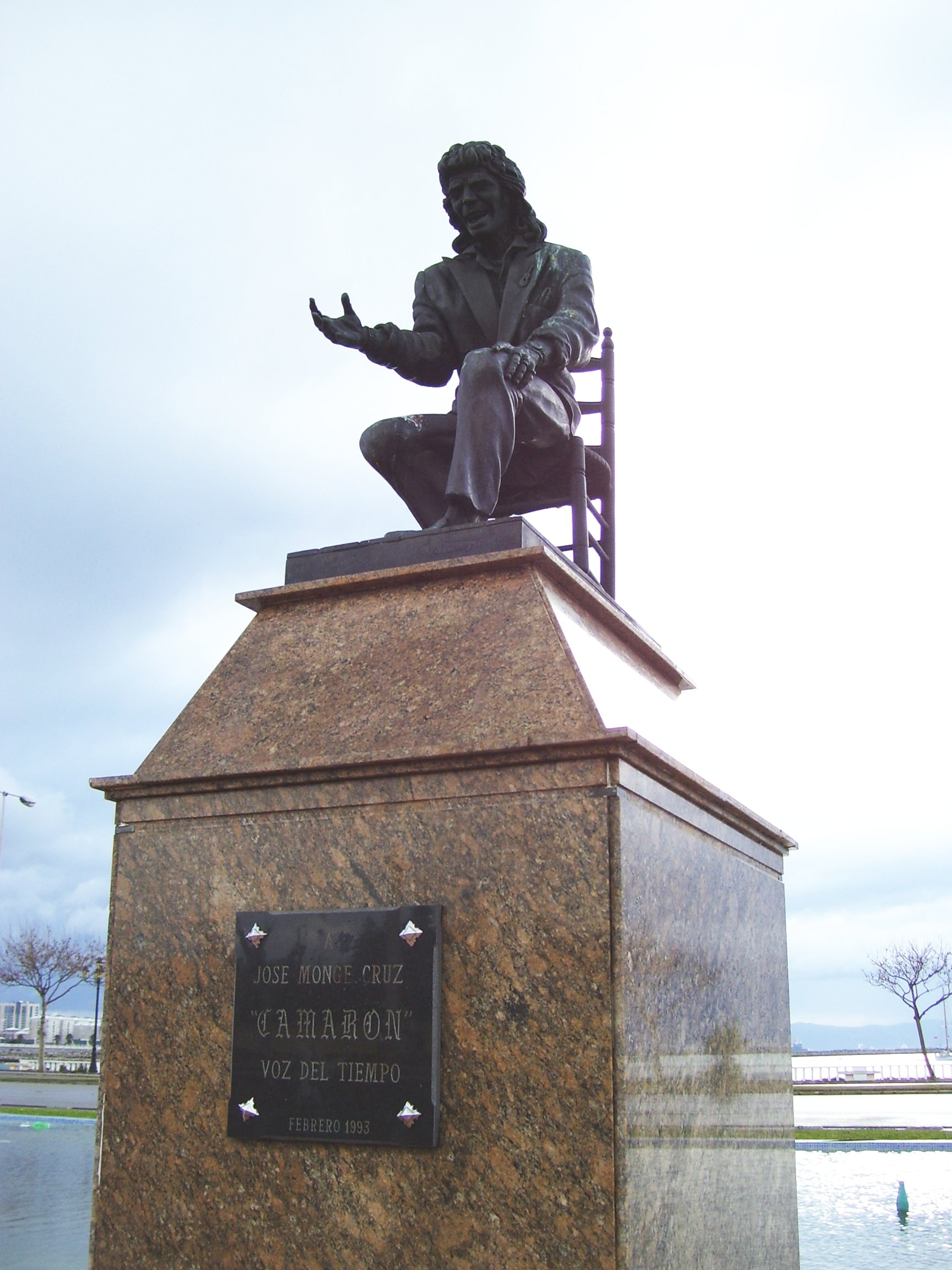
Monument commémoratif à La Línea de la Concepción.

- 1996 Antología (Camarón de la Isla)|Antología ;
- 2000 Antología inédita ;
- 2004 Alma y corazón flamencos ;
- 2005 Camarón La Película (CD et DVD) ;
- 2008 Reencuentro (CD et DVD) ;
- 2012 Con Camarón.

### Filmographie
- 2018 : Camarón : Flamenco y Revolución, Alexis Morante
- 2018 : Camarón Revolution, Juan Diego (série)
- 2018 : Camarón